# Magnus F. Andersson
Magnus F. Andersson (* 26. Juni 1953 in Karlskrona) ist ein schwedischer Komponist und Posaunist.

## Leben
Anderson studierte am Stockholmer Musikpädagogischen Institut (SMI) zunächst Posaune und andere Blechblasinstrumente. 1978 absolvierte er sein Examen. Von 1983 bis 1990 studierte er Komposition bei Daniel Börtz, Lars-Erik Rosell, Bengt-Arne Wallin, Sven-David Sandström und Per Lindgren. 1991 ergänzte er seine Studien der Komposition in Paris. 
1991 bekam er während der WASBE-Conference in Valencia breite Aufmerksamkeit für seine Komposition Sous le pont, sous le temps. Für die Stadt Stockholm komponierte er anlässlich der Auszeichnung als europäische Kulturhauptstadt die Förändringsfanfar. Seit 1998 lenkt er seine Aufmerksamkeit auch auf den Bereich der elektroakustischen Musik.

## Werke

### Werke für Blasorchester
- 1985 Dualise für Symphonisches Blasorchester
- 1991 Sous le pont, sous le temps
- 1993 Liten bostad für Blasorchester
- 1994 Concerto: House of seven rooms für Symphonisches Blasorchester
- 1996 1397 für Symphonisches Blasorchester
- Förändringsfanfar

| Personendaten    | Personendaten                        |
| ---------------- | ------------------------------------ |
| NAME             | Andersson, Magnus F.                 |
| KURZBESCHREIBUNG | schwedischer Komponist und Posaunist |
| GEBURTSDATUM     | 26. Juni 1953                        |
| GEBURTSORT       | Karlskrona                           |